# Mohammed Muntari
Mohammed Muntari (tiếng Ả Rập: محمد مونتاري; sinh ngày 20 tháng 12 năm 1993) là một cầu thủ bóng đá chuyên nghiệp người Qatar gốc Ghana hiện thi đấu ở vị trí tiền đạo cho câu lạc bộ Al-Duhail và đội tuyển quốc gia Qatar. Anh là cầu thủ ghi bàn thắng duy nhất cho đội tuyển quốc gia Qatar tại FIFA World Cup 2022 khi giải đấu được tổ chức trên sân nhà.

### Bàn thắng quốc tế
Bàn thắng và kết quả của Qatar được để trước.
| #   | Ngày                 | Địa điểm                                          | Đối thủ          | Bàn thắng | Kết quả | Giải đấu                      |
| --- | -------------------- | ------------------------------------------------- | ---------------- | --------- | ------- | ----------------------------- |
| 1.  | 27 tháng 12 năm 2014 | Sân vận động Abdullah bin Khalifa, Doha, Qatar    | Estonia          | 1–0       | 3–0     | Giao hữu                      |
| 2.  | 28 tháng 8 năm 2015  | Sân vận động Jassim Bin Hamad, Doha, Qatar        | Singapore        | 2–0       | 4–0     | Giao hữu                      |
| 3.  | 3 tháng 9 năm 2015   | Sân vận động Jassim Bin Hamad, Doha, Qatar        | Bhutan           | 6–0       | 15–0    | Vòng loại FIFA World Cup 2018 |
| 4.  | 3 tháng 9 năm 2015   | Sân vận động Jassim Bin Hamad, Doha, Qatar        | Bhutan           | 7–0       | 15–0    | Vòng loại FIFA World Cup 2018 |
| 5.  | 3 tháng 9 năm 2015   | Sân vận động Jassim Bin Hamad, Doha, Qatar        | Bhutan           | 9–0       | 15–0    | Vòng loại FIFA World Cup 2018 |
| 6.  | 17 tháng 11 năm 2015 | Sân vận động Changlimithang, Thimphu, Bhutan      | Bhutan           | 1–0       | 3–0     | Vòng loại FIFA World Cup 2018 |
| 7.  | 14 tháng 11 năm 2017 | Sân vận động Abdullah bin Khalifa, Doha, Qatar    | Iceland          | 1–1       | 1–1     | Giao hữu                      |
| 8.  | 14 tháng 11 năm 2019 | Sân vận động Abdullah bin Khalifa, Doha, Qatar    | Singapore        | 1–0       | 2–0     | Giao hữu                      |
| 9.  | 24 tháng 3 năm 2021  | Sân vận động Nagyerdei, Debrecen, Hungary         | Luxembourg       | 1–0       | 1–0     | Giao hữu                      |
| 10. | 31 tháng 3 năm 2021  | Sân vận động Nagyerdei, Debrecen, Hungary         | Cộng hòa Ireland | 1–1       | 1–1     | Giao hữu                      |
| 11. | 17 tháng 7 năm 2021  | Sân vận động BBVA, Houston, Hoa Kỳ                | Grenada          | 3–0       | 4–0     | CONCACAF Gold Cup 2021        |
| 12. | 15 tháng 12 năm 2021 | Sân vận động Al Thumama, Doha, Qatar              | Algérie          | 1–1       | 1–2     | FIFA Arab Cup 2021            |
| 13. | 13 tháng 10 năm 2022 | Trung tâm bóng đá Marbella, Marbella, Tây Ban Nha | Nicaragua        | 1–0       | 2–1     | Giao hữu                      |
| 14. | 25 tháng 11 năm 2022 | Sân vận động Al Thumama, Doha, Qatar              | Sénégal          | 1–2       | 1–3     | FIFA World Cup 2022           |
| 15. | 15 tháng 6 năm 2023  | Sân vận động Wiener Neustadt, Wiener Neustadt, Áo | Nicaragua        | 2–0       | 2–1     | Giao hữu                      |